# Корома, Джонни Пол
Джонни Пол Корома (англ. Johnny Paul Koroma; 9 мая 1960, Томбоду, Восточная провинция — 1 июня 2003, Либерия) — государственный и политический деятель Сьерра-Леоне.

## Биография
Родился 9 мая 1960 года в Томбоду, округ Коно. В 1985 году вступил в ряды вооружённых сил Сьерра-Леоне, а в 1988 году был направлен в Королевскую военную академию в Сандхерсте в Великобритании. В 1997 году вместе с 17 другими военнослужащими осуществил государственный переворот в Сьерра-Леоне и отстранил от власти президента Ахмада Теджана Каббу. В 1998 году вооружённые силы ЭКОМОГ смогли переломить ход гражданской войны в Сьерра-Леоне и Джонни Пол Корома был отстранён от власти.
Согласно неподтверждённому сообщению в сентябре 2008 года, останки Джонни Пола Коромы были найдены в деревне Фойе в графстве Лофа в Либерии. Однако, прокурор Специального суда Стивен Рапп отметил, что анализы ДНК останков, найденных в округе Лофа, не соответствуют ДНК Джонни Пола Коромы. По состоянию на 2010 год считалось, что он был казнён где-то в графстве Лофа силами бывшего президента Либерии Чарльза Тейлора.
Три свидетеля: бывший вице-президент Либерии Мозес Бла, член повстанческого Национального патриотического фронта Либерии Джозеф Зиг Заг Марза и защищенный свидетель — заявили, что хотя они не были свидетелями казни Джонни Пола Коромы, Чарльз Тейлор рассказал им об этом. В октябре 2010 года группа защиты Чарльза Тейлора подала ходатайство об удалении этих показаний в качестве доказательств, утверждая, что обвинение подкупило трёх свидетелей, но это ходатайство было отклонено в следующем месяце. Кроме того, есть вероятность, что Джонни Пол Корома скончался 10 или 11 августа 2017 года в деревне Бинколо.